# Marmaduke Tunstall
Marmaduke Tunstall Burton Constable in Yorkshire, 1743 – Wycliffe in Durham, 11 oktober 1790) was een Engelse ornitholoog en verzamelaar. Hij werd vooral bekend als auteur van de Ornithologia Britannica (1771), waarschijnlijk de eerste Britse publicatie waarin consequent de binomiale nomenclatuur werd gebruikt.

## Biografie
Tunstall werd geboren op een van de landgoederen van de familie in Yorkshire. Hij werd als katholieke jongen van goede familie opgeleid in Frankrijk (Douai). Na zijn opleiding nam hij zijn intrek in Londen, waar hij een museum met verzameling levende en opgezette dieren bijeenbracht. In 1776, na zijn huwelijk bracht hij zijn collectie over naar de buurtschap Wycliffe in de county Durham. De collectie gold in die tijd tot de mooiste van Engeland.
Tunstall werd op 21-jarige leeftijd al lid ("Fellow") van de Society of Antiquaries of London en werd in 1771 "fellow" van de Royal Society.
Hij maakte geldige wetenschappelijke namen voor de grote gele kwikstaart (Motacilla cinerea), de Pacifische waterpieper (Anthus rubescens) en de slechtvalk (Falco peregrinus), verder een ondersoort van het smelleken (Falco columbarius aesalon) en de geslachtsnaam van de alpenkraai (Pyrrhocorax).
Na zijn dood ging de verzameling over naar zijn halfbroer William Constable. Constable nodigde de houtgraveur en vogelkundige Thomas Bewick uit voor het maken van illustraties uit de collectie. In latere tijd kwam de collectie met de illustraties van Bewick in het bezit van het Newcastle Museum in Newcastle upon Tyne.
- Gemeinsame Normdatei: 114669346X
- International Standard Name Identifier: 0000 0000 5106 3053
- Library of Congress Control Number: nr93040303
- Nederlandse Thesaurus van Auteursnamen: 252280148
- Réseau des bibliothèques de Suisse occidentale: 02-A022959082
- SNAC: w6834bnh
- Virtual International Authority File: 27466680
- WorldCat: E39PBJrWFwg8HPgKmG86g8Kcfq